# Sousa (zoologia)
Sousa è un genere di Cetacei Odontoceti della famiglia dei Delfinidi. Questi delfini sono caratterizzati dalle evidenti pinne dorsali gibbose e allungate situate sul dorso dei membri adulti delle specie. Vivono nei pressi delle coste dell'Africa occidentale (specie o varietà atlantica) e lungo le coste dell'oceano Indiano dal Sudafrica all'Australia (specie o varietà indo-pacifiche).

## Tassonomia
La tassonomia del genere Sousa è complicata e discussa. Sono state proposte qualcosa come cinque specie:
- S. chinensis (susa indopacifica)
- S. sahulensis (susa australiana) (2014)
- S. plumbea (susa dell'Oceano Indiano)
- S. teuszi (susa atlantica)
- S. lentiginosa
- S. borneensis

Dalla metà degli anni '90 molti autori hanno accettato solamente due specie – l'atlantica e l'indo-pacifica.

Rice, comunque, nel suo ampiamente usato lavoro sistematico del 1998 identificò tre specie, considerando quella indo-pacifica come due specie, chiamate semplicemente indiana e pacifica. La linea divisoria tra le due (sotto)specie passa per Sumatra, una delle isole indonesiane, sebbene si pensi che accoppiamenti tra esse siano inevitabili.
Comunque, il cetologo australiano Graham Ross scrive "Comunque, recenti studi morfologici, supportati in modo alquanto equivoco da analisi genetiche, indicano che esista una sola specie molto variabile, cui spetta di diritto il nome S. chinensis".
I susa che vivono nelle acque cinesi sono conosciuti localmente come delfini bianchi cinesi.

## Descrizione fisica
I susa presentano un profilo unico – il dorso infatti forma un angolo di 30-45 gradi.
Le due specie indo-pacifiche (fino al 2014 considerate sottospecie di una stessa specie) differiscono nel colore e nelle dimensioni della loro pinna dorsale. Quella che vive in Asia sudorientale (S. chinensis) ha la pelle bianco rosacea e la pinna dorsale più grande, ma è priva della gobba di grasso delle sue controparti sudafricana (S. plumbea) e australiana (S. sahulensis).
Gli adulti possono essere lunghi 2-3 m.